# Cimetière israélite de Saint-Eugène
Le cimetière israélite de Saint-Eugène est un cimetière juif situé à Bologhine sur les hauteurs d'Alger. 

## Localisation
Le cimetière est mitoyen du cimetière chrétien de Saint-Eugène. Il est situé sur la commune de Bologhine (anciennement Saint-Eugène) au pied de la basilique Notre-Dame-d'Afrique. Sa superficie est de 3,5 hectares.

## Histoire
Le cimetière a été créé en novembre 1849. Il succède au cimetière du Midrach qui est détruit dans les années 1860. Les restes des anciens grands-rabbins d'Alger durent alors être transférés au nouveau cimetière de Saint-Eugène, après quoi un jour de deuil fut observé par la communauté juive algéroise. En 1909 est inauguré le mausolée des Rabbanim (Ribach et Rachbats) et le 13 novembre 1927 c'est le Monument aux morts de la Grande Guerre qui est inauguré.      
La dernière inhumation est celle de Roger Hanin, le 13 février 2015.
Le cimetière serait aujourd'hui dévasté, particulièrement dans sa partie haute. Intempéries, vandalisme et profanations en sont la cause. Une inspection en mai 2018 confirme la continuation des dégradations et l'envahissement par les ronces et les pousses d'arbre.  En décembre 2022, il apparaît que ce cimetière est entretenu par l’État[Lequel ?] et même visité par les familles[réf. nécessaire].